# Base antarctique Mawson
Pour les articles homonymes, voir Mawson.
Mawson Station est une base permanente antarctique administrée par le Département australien de l'Antarctique (AAD). Elle a été nommée en l'honneur de l'explorateur Douglas Mawson, l'homme qui a vécu le plus longtemps dans une base en dessous du cercle polaire.
Le site est situé dans la région Mac Robertson ; il fut choisi en 1954 par Phillip Law, premier directeur de l'AAD, pour son port naturel (Horseshoe Harbour) et pour son socle rocheux.
Mawson Station est la seule base où des éoliennes fournissent plus de 70 % des besoins énergétiques.

## Climat
Base antarctique Mawson a un climat inlandsis (Köppen: EF) à la frontière d'un climat toundra (Köppen: ET). La base antarctique est moderée par cette location dans l'Océan Austral. La température minimum était −36,0 ºC le 17 juillet 1985 et le maximum était 10,6 ºC le 6 janvier 1974.
| Mois                              | jan.  | fév.  | mars  | avril | mai   | juin  | jui.  | août  | sep.  | oct.  | nov. | déc.  | année   |
| --------------------------------- | ----- | ----- | ----- | ----- | ----- | ----- | ----- | ----- | ----- | ----- | ---- | ----- | ------- |
| Température minimale moyenne (°C) | −2,7  | −7,3  | −13,3 | −17,3 | −19,3 | −19,5 | −20,9 | −21,5 | −20,4 | −16,3 | −8,8 | −3,3  | −14,2   |
| Température maximale moyenne (°C) | 2,5   | −1,4  | −7,2  | −11,7 | −13,5 | −13,5 | −14,9 | −15,2 | −14   | −9,7  | −2,6 | 2,1   | −8,3    |
| Record de froid (°C)              | −10   | −17,3 | −26,3 | −33,3 | −34,5 | −34   | −36   | −35,9 | −35,8 | −29   | −20  | −11,7 | −36     |
| Record de chaleur (°C)            | 10,6  | 8     | 4     | 0     | 0,4   | 0,7   | 5     | 6,7   | 0,7   | 1,5   | 8,2  | 9,3   | 10,6    |
| Ensoleillement (h)                | 260,4 | 217,5 | 167,4 | 114   | 49,6  | 0     | 18,6  | 93    | 150   | 235,6 | 261  | 272,8 | 1 839,9 |